# Monterosso al Mare
Monterosso al Mare – miejscowość i gmina we Włoszech, w regionie Liguria, w prowincji La Spezia.
Według danych na rok 2004 gminę zamieszkiwały 1563 osoby, 142,1 os./km².
W miejscowości znajduje się stacja kolejowa Monterosso z której średnio co godzinę odjeżdżają pociągi do miasteczek Parku Cinque Terre. W Monterosso znajduje się słynna żwirowa plaża uznawana za jedną z piękniejszych w Ligurii. W sezonie wakacyjnym miejscowość tłumnie odwiedzana jest przez turystów.